# Koronavirus bijelog kita SW1
Koronavirus kitova Beluga SW1 (Whale-CoV SW1) je gamakoronavirus sisavaca, RNK virus, otkriven sekvenciranjem genoma u jetri jednog preminulog beluga kita i prvi put opisan 2008. To je bio prvi opis kompletnog genoma koronavirusa pronađena u morskom sisavcu.
Kit rođen u zatočeništvu bio je mužjak i preminuo je u dobi od 13 godina nakon kratke bolesti. Ovu je bolest karakterizirala generalizirana plućna bolest i terminalno akutno zatajenje jetre. Jetra je pokazala patološke znakove, uključujući područja nekroze. Elektronska mikroskopija pokazala je mnogo okruglih virusnih čestica dimenzija oko 60–80 nm u citoplazmi jetre, ali nije bilo moguće potvrditi podudaraju li se s identificiranom RNA. Nije poznato je li beluga prirodni domaćin ovog virusa ili je li virus kitogen u kitovima. Ostali koronavirusi mogu uzrokovati jetrene patologije, ali nije bilo moguće potvrditi je li to bio slučaj ovdje.
Genetska analiza pokazala je, da se virus vrlo razlikuje, ali najbliži je skupini gamakoronavirusa. Naknadno je prijavljen usko srodni virus kod delfina, koji su obolijevali od bolesti grla, a autori su predložili da i jedno i drugo bude uključeno u isti soj koronavirus kitova.